# Jamiroquai: Greatest Hits '99
Tercera recopilación no oficial de Jamiroquai con solo 4 álbumes puestos a la venta. El disco solo tiene un tema de Synkronized; Depeer Underground, tema hecho para la película Godzilla, y el resto de sus 3 primeros álbumes.

## Canciones
- 1. Deeper Underground. 4:41
- 2. Virtual Insanity. 5:39
- 3. Cosmic Girl. 4:03
- 4. Alright. 4:22
- 5. High times. 5:58
- 6. Space Cowboy. 6:22
- 7. Half the man. 4:46
- 8. When You Gonna Learn?. 3:47
- 9. Too Young To Die. 6:02
- 10. Blow your mind. 8:31
- 11. Emergency on planet earth. 4:03
- 12. Everyday. 4:27
- 13. Do you know where you are coming from?. 3:38

- Datos: Q5925936